# Eiweißpulver

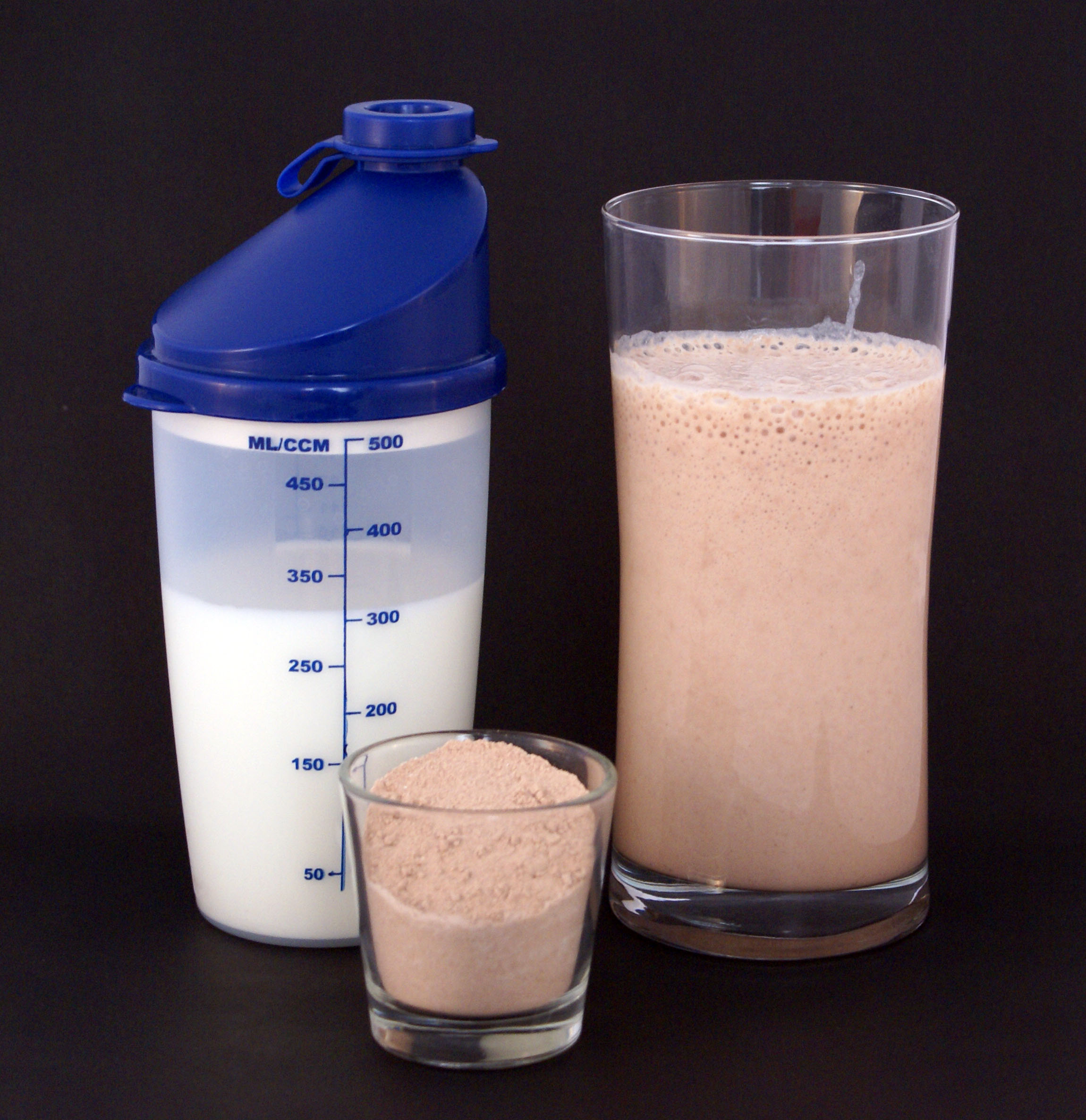
Shaker mit Milch, Proteinpulver und Shake (v. l. n. r.)

Eiweißpulver oder Proteinpulver sind Lebensmittel in Pulverform mit einer hohen Konzentration an Proteinen.
Der Begriff Eiweißpulver ist doppeldeutig, da im engeren Sinne auch das Pulver aus dem Eiklar von Vogeleiern gemeint sein kann. Es gibt Proteinkonzentrate aus einer Vielzahl tierischer oder pflanzlicher Lebensmittel oder Pilzen.

## Verwendung
Durch Proteinpulver lässt sich der Proteinaufnahme in der Ernährung steigern ohne gleichzeitig eine ggf. unerwünscht hohe Aufnahme von Energie, Kohlenhydraten und Fetten in Kauf zu nehmen. Sie werden in der Regel als Protein-Shakes, teilweise aber auch als Zutat in Speisen oder in Tablettenform zu sich genommen.
Insbesondere Kraftsportler versuchen, durch erhöhte Proteinzufuhr Muskelmasse aufzubauen oder, namentlich in einer Diätphase, zumindest aufrechtzuerhalten. Im Bereich des Kraft- und Leistungssports kann unter Umständen eine partielle Leistungssteigerung erreicht werden.
Der Nutzen von Proteinpulver zur Verhinderung des Muskelabbaus bei Bettlägerigkeit ist umstritten.
Die Einnahme höher dosierter Proteinpulver während der Schwangerschaft ist mit geringerem fötalem Wachstum verbunden.

## Eigenschaften
Proteinpulver unterscheiden sich nach der Geschmacksrichtung und dem Massenanteil der Proteine, der im Bereich zwischen circa 72 % und circa 98 % in der Trockenmasse (i. Tr.) liegt. Die meisten Produkte enthalten vollständige oder abgebaute Milchproteine und Molkenproteine. Einige Hersteller verwenden Hühnerei-Proteine (Eiklarprotein, Ovalbumin), Sojaprotein oder auch Kollagen. Da die Herstellung von Kollagen mit geringeren Kosten verbunden ist als z. B. die von Laktalbumin, findet es sich in preiswerten Produkten. Die biologische Wertigkeit von Kollagen ist der von Laktalbumin oder Milchprotein allerdings unterlegen.
Proteinpulver können je nach Reinigungsverfahren einen bitteren Beigeschmack haben. Dies beruht unter anderem auf der Hydrolyse von Proteinen zu teilweise bitter schmeckenden Peptiden. Bei manchen Prozessen kann eine Desaminierung von Asparagin und Glutamin zu Asparaginsäure bzw. Glutaminsäure erfolgen, was mitunter die Bitterkeit erhöht. Der bittere Geschmack kann auch von der Aminosäurezusammensetzung der Proteine (Asparaginsäure-haltige Peptide, hydrophobe Peptide mit Prolin) abhängig sein.

## Geschichte
Athleten im antiken Griechenland wurde empfohlen, große Mengen von Fleisch und Wein zu konsumieren. Aus dieser Zeit stammen Rezepte für Kräuterpräparate, die über kulturelle Grenzen hinweg gehandelt wurden und positive Effekte auf Stärke, Ausdauer, Vitalität und Tapferkeit versprachen. In den 1910er Jahren propagierte Eugen Sandow, der erste moderne Bodybuilder der westlichen Welt, die Aufnahme großer Mengen von Proteinen zur Anregung des Muskelwachstums. Später empfahl der Bodybuilder Earle Liederman den Konsum von Fleischsaft und Fleischextrakt als einen Weg zur Muskelzunahme. In den 1950er Jahren wurde mit der steigenden Popularität sowohl des gelegentlichen als auch des gewerbsmäßigen Bodybuildings Irvin P. Johnson bekannt, welcher Ei-basierte Proteinpulver verkaufte, die als Zielgruppe Bodybuilder und Athleten ansprechen sollten.

## Typen

### Molkenproteinpulver
Mit dem Wert 104 besitzt das aus Molke hergestellte Molkenproteinpulver die höchste biologische Wertigkeit aller aus einer einzigen Quelle stammenden Nahrungsproteine. Durch die Mischung verschiedener Proteine kann die biologische Wertigkeit allerdings gesteigert werden. Molkenproteinpulver hat einen hohen Anteil an Laktalbumin und an den verzweigtkettigen Aminosäuren Leucin, Isoleucin und Valin. Aufgrund verschiedener Herstellungsverfahren wird zwischen Molkenprotein-Konzentrat, -Isolat und -Hydrolysat unterschieden. Der Proteinanteil liegt abhängig vom Herstellungsverfahren zwischen 70 und 96 % i. Tr.
Molkenprotein wird vom Körper schneller als nahezu jede andere Proteinquelle resorbiert. Diverse Studien gehen davon aus, dass hierbei keine Unterschiede in der Synthese der verschieden veredelten Molkenproteinkonzentrate nachzuweisen sind. Nach bereits 40 bis 60 Minuten erreicht die Proteinsynthese im Muskel ihren Höchststand. Gemessen an der Aminosäure Leucin stellt Molkenprotein eine maximale Blutkonzentration von 347±50 nmol/min/100 ml dar. Als Vergleichswert dient Milchprotein, dessen Höchstwert bei 133±45 nmol/min/100 ml liegt. Allerdings oxidiert das Protein im Fall von Molkenprotein schneller als bei Kasein. Diesem Umstand verdankt Kasein den Beinamen „Langzeitprotein“.
Molke enthält neben 4–5 % Milchzucker nur rund ein Prozent Protein und wird vor der Trocknung zunächst durch Mikro- bzw. Ultrafiltration entwässert.

### Milchproteinpulver
Milchproteinpulver (auch: Kaseinpulver) besteht zu circa 80 % aus Proteinen. Mit einem Wert von 77 verfügt es über eine geringere biologische Wertigkeit. Bei Personen mit Laktoseintoleranz kann Kaseinpulver aufgrund seines Milchzuckergehaltes von zirka 4,5 % allerdings zu Verdauungsbeschwerden führen.

### Eiklar-Proteinpulver
Wegen des bitteren Geschmackes wird Eiprotein (auch Ovalbumin) oftmals als Kapsel angeboten. Die biologische Wertigkeit liegt bei 100. Durch seine Laktosefreiheit kann Eiproteinpulver auch von Personen mit Milchzuckerunverträglichkeit verwendet werden.

### Sojaproteinpulver
Aufgrund seiner Cholesterinfreiheit ist das rein pflanzliche Sojaproteinpulver für Personen mit erhöhtem Cholesterinspiegel geeignet. Eine Studie der Food and Drug Administration kam zu dem Ergebnis, dass die Einnahme von 25 Gramm Sojaprotein pro Tag den LDL-Cholesterinwert und damit das Risiko von Herz-Kreislauferkrankungen senken kann.
Die in Sojaproteinpulver enthaltenen Phytoöstrogene (Daidzein und Genistein) standen bei Wettkampfathleten lange Zeit unter Verdacht, die natürliche Testosteronproduktion im Körper zu unterdrücken. Eine testosteronmindernde Wirkung wurde zwar in einigen Studien festgestellt, neuere wissenschaftlichen Analysen (unter Einbezug dieser Studien) konnten diesen Effekt jedoch nicht nachweisen.

### Erbsenproteinpulver
Erbsenprotein ist reich an BCAAs, einschließlich Leucin, und arm an den schwefelhaltigen Aminosäuren Methionin und Cystein.

### Reisproteinpulver
Für Milchprotein-, Eiprotein- oder Sojaprotein-Allergiker ist Reisprotein eine Alternative. Für Reisprotein-Allergiker ist es dagegen nicht geeignet. Bis zu 80 % der Allergiker mit Nahrungsmittel- und Pollenallergien weisen erhöhte Immunglobulin-E-Werte gegen Reisproteine auf. Es hat eine biologische Wertigkeit von 81. Sofern es aus dem ganzen Korn hergestellt wurde, ist es eine Proteinquelle, die sehr leicht verdaulich ist. 
Erbsen- und Reisprotein können kombiniert werden, um ein besseres Aminosäurenprofil zu erhalten, da Erbsenprotein den geringen Lysingehalt des Reisprotein ausgleicht und umgekehrt Reisprotein den geringen Methioningehalt des Erbsenproteins.

### Mehrkomponenten-Proteinpulver
Eine weitere gängige Variante bei Proteinsupplementen sind Mischungen aus verschiedenen Sorten. Ein Mehrkomponenten-Proteinpulver besteht somit aus zwei oder mehr Sorten, die in unterschiedlichen Verhältnissen kombiniert sein können. Durch die gegenseitige Ergänzung der unterschiedlichen Aminosäureprofile der einzelnen Sorten können höhere biologische Wertigkeiten erzielt werden. Zusätzlich sind, je nach individueller Zielsetzung, positive Effekte durch die Ergänzung der sonstigen Eigenschaften der einzelnen Sorten wie z. B. der Resorptionszeit möglich.

## Rechtliche Situation
Nach alter Rechtslage bis zum 20. Juli 2016 (Richtlinie 2009/39/EG) konnten Eiweißpulver bei Bestimmung "für intensive Muskelanstrengungen, vor allem für Sportler" als diätetische Lebensmittel angesehen werden. Die diese ersetzende Verordnung (EU) Nr. 609/2013 hingegen nimmt diese Kategorie der Sportlerlebensmittel aus ihrem Anwendungsbereich heraus (Erwägungsgrund 32). Nunmehr sind Eiweißpulver stets als Lebensmittel des allgemeinen Verzehrs einzuordnen.
Proteinpulver zählt rechtlich nicht zu den Nahrungsergänzungsmitteln, ein Begriff, den die Richtlinie 2002/46/EG der Europäischen Union definiert.
Für Protein allgemein ist als gesundheitsbezogene Aussagen nach der Health-Claims-Verordnung zulässig, dass es zur Erhaltung von Muskelmasse, zur Zunahme an Muskelmasse und zur Erhaltung normaler Knochen beiträgt. Nichtsdestoweniger wurden in Bezug auf Molkeneiweißisolat derartige Health Claims nicht zugelassen.

## Ernährungswissenschaftliche Bewertung
Nach dem Standpunkt der DGE haben gesunde Erwachsene, die maximal 5 Stunden pro Woche sportlich aktiv sind, keinen erhöhten Proteinbedarf. Bei über 5 Stunden empfiehlt sie 1,2–2,0 g Eiweiß pro kg Körpergewicht pro Tag. Es sei jedoch in der Regel vorzuziehen, dies über eine ausgewogene Ernährung zu erreichen statt über Supplemente. Supplemente könnten bei Lebensmittelunverträglichkeit, Energierestriktion oder intensiven oder neuen Trainingsinhalten sinnvoll sein.
Besondere Bevölkerungsgruppen wie Menschen mit Nierenschäden und Säuglinge können negative Folgen von einer hohen Proteinzufuhr davontragen. Auch in der Schwangerschaft wird von einer Nahrungsergänzung mit Proteinpulvern abgeraten.
Laut eine Studie aus dem Jahr 2024 kann der Konsum von Proteinpulver bei Jugendlichen eine Akne Vulgaris verschlimmern.
Im Übrigen sieht die EFSA eine hohe Eiweißaufnahme in doppelter Höhe des Referenzwerts als sicher an. Eine darüber noch hinausgehende drei- bis vierfache Höhe des Referenzwerts über längere Zeit ist zwar ohne unerwünschte Symptome möglich; die Datenlage ist jedoch zu schlecht, um schädliche Wirkungen bei gesunden Erwachsenen generell auszuschließen. In jedem Fall ist eine ausreichende Flüssigkeitszufuhr sicherzustellen, um die Nieren zu entlasten.
Eine ausgewogene Ernährung liefert in aller Regel ausreichend Protein für den durchschnittlichen Menschen. Neben Fleisch, Fisch, Eiern, Milchprodukten, Hülsenfrüchten, Nüssen und Vollkornprodukten enthalten auch Kartoffeln und die meisten Gemüsesorten einen bedeutenden Proteingehalt.
Veganer können ihren Bedarf an Proteinen decken, indem sie gezielt proteinreiche Lebensmittel auswählen und kombinieren.  Dazu können Hülsenfrüchte wie Linsen, Kichererbsen und Soja, auch in Form traditioneller Zubereitungen wie Tofu und Tempeh, Nüsse, Seitan und Spirulina (eine proteinreiche Mikroalge) gehören. Bestimmte Verarbeitungsschritte können die oft schlechtere Bioverfügbarkeit der pflanzlichen Proteine erhöhen. Außerdem hat der Körper genau genommen nicht einen Bedarf an Proteinen, sondern an essentiellen Aminosäuren. Indem Proteine kombiniert werden, z. B. solches aus Hülsenfrüchten und solches aus Getreide, kann ein ausgeglicheneres Aminosäurenprofil erreicht werden. Da eine vegane Ernährung mit einer geringeren Proteinzufuhr als eine omnivore korreliert, ist eine Supplementation mit Eiweißpulver insoweit ratsam, wie der Bedarf nicht durch gezielte Lebensmittelauswahl gedeckt wird.